# Ciutat de les Arts i les Ciències
La Ciutat de les Arts i les Ciències (CAC), Ciutat de les Ciències en el projecte inicial, és un complex arquitectònic, cultural i d'entreteniment de la ciutat de València. Així mateix és el nom d'un barri de València i forma part del districte de Quatre Carreres.
El complex es va construir a la dècada dels 90 del segle xx i els primers anys del segle xxi. L'últim gran component del complex, el Palau de les Arts, s'inaugurà el 9 d'octubre de 2005. El complex està situat al final del vell llit del riu Túria, llit que es va convertir en jardí en els 80, anys després del desviament del riu per la Gran Riuada de València.
L'arquitecte director de tot el complex ha estat Santiago Calatrava, amb col·laboracions de Félix Candela, que és característic per la seua arquitectura curvilínea i de l'ús del ciment blanc.
La CAC és, avui en dia, el major reclam turístic de Ciutat de València, per damunt d'altres atractius, fins i tot el seu centre històric. L'increment de turistes ha estat prou notable des que es van anar finalitzant les obres.

## Edificis

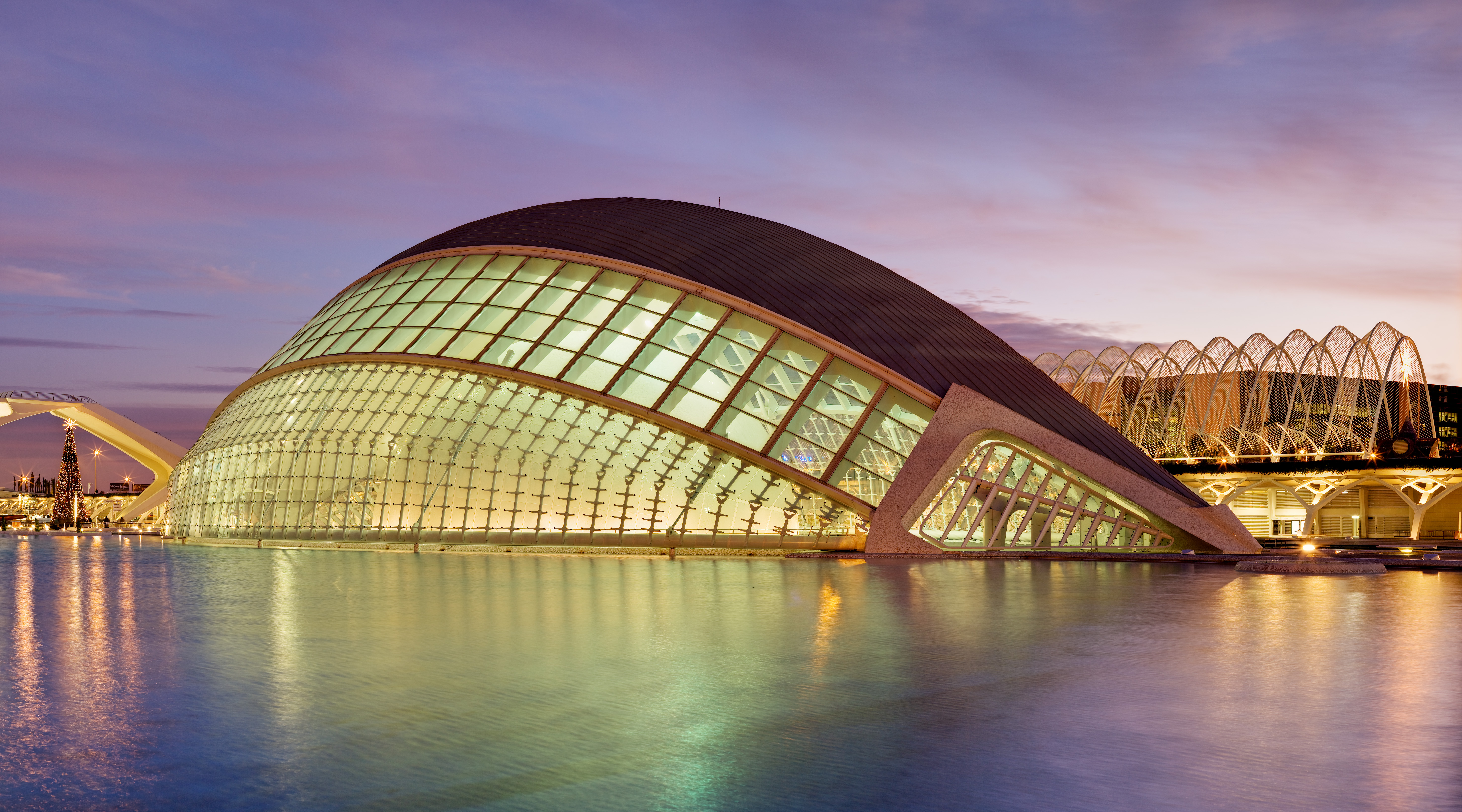
L'Hemisfèric

### L'Hemisfèric
Amb forma d'ull, conté un cinema IMAX i un planetàrium. Va ser la primera obra a inaugurar-se.

### Museu de les Ciències Príncep Felip
Amb forma semblant a l'esquelet d'un dinosaure, conté un museu de ciència.

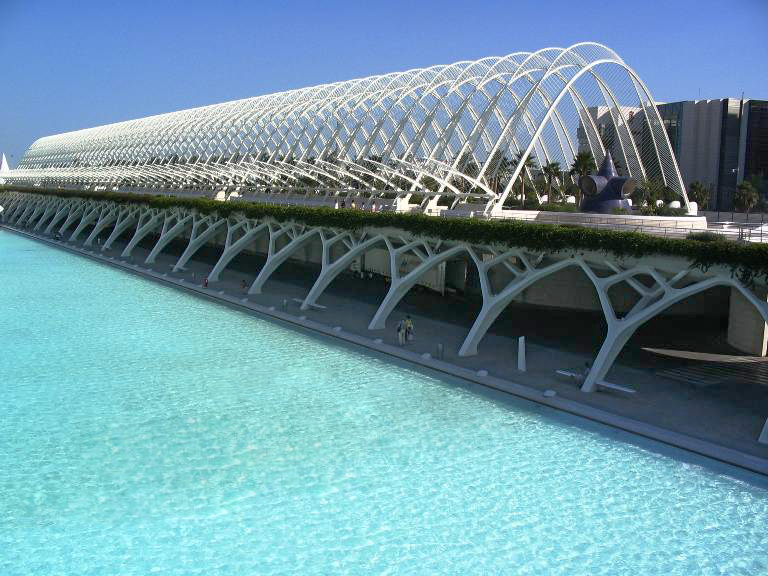
L'Umbracle

### L'Umbracle
L'Umbracle és un jardí públic urbà que forma part del conjunt de la Ciutat de les Arts i les Ciències. Es destaca per ser una construcció moderna en la qual una sèrie d'arcades paral·leles - en forma d'umbracle - cobreixen un jardí allargat i estret de palmeres i altres plantes mediterrànies. L'estructura està feta amb trencadís blanc, un estil típic dels edificis de Santiago Calatrava.

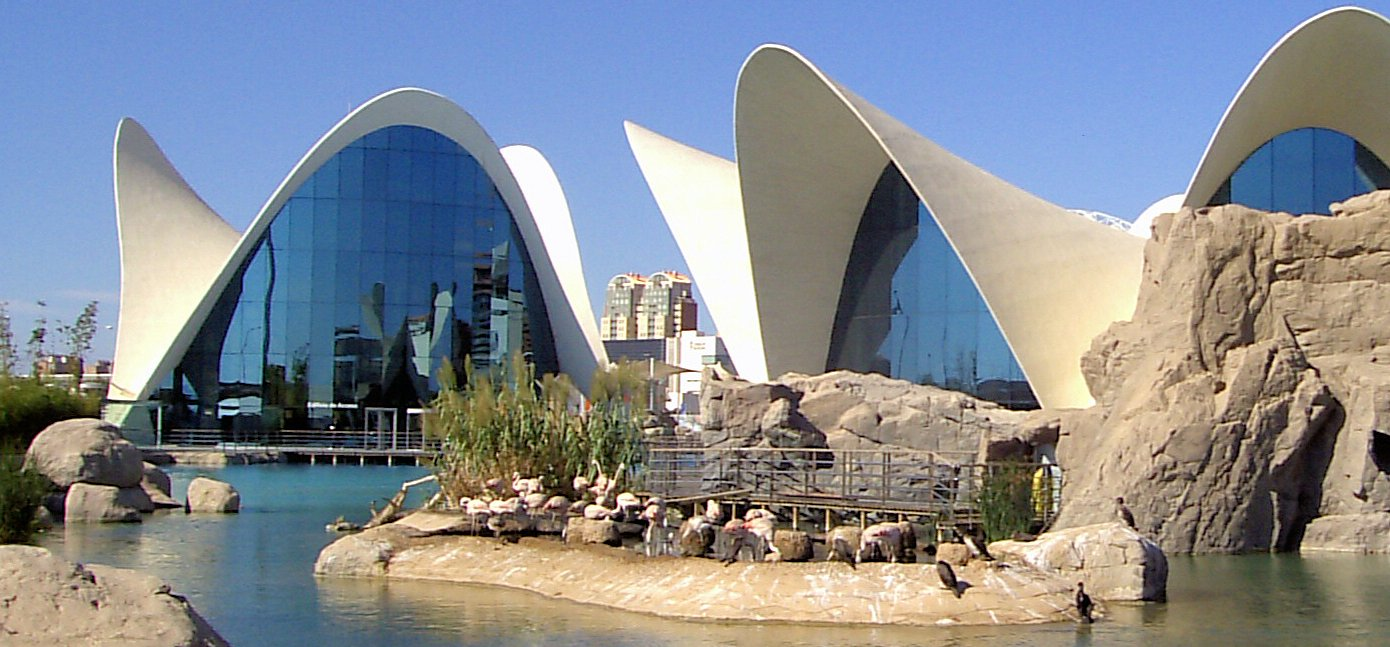
L'Oceanogràfic

### Oceanogràfic
Amb prop de 110.000 metres quadrats, és l'aquàrium més gran d'Europa, on es representen els diferents hàbitats marins de mars i oceans amb 39.433 espècies. L'aigua salada es bomba des de la platja de la Malva-rosa, passant per controls de qualitat per mantindre l'equilibri dels ecosistemes respectius.

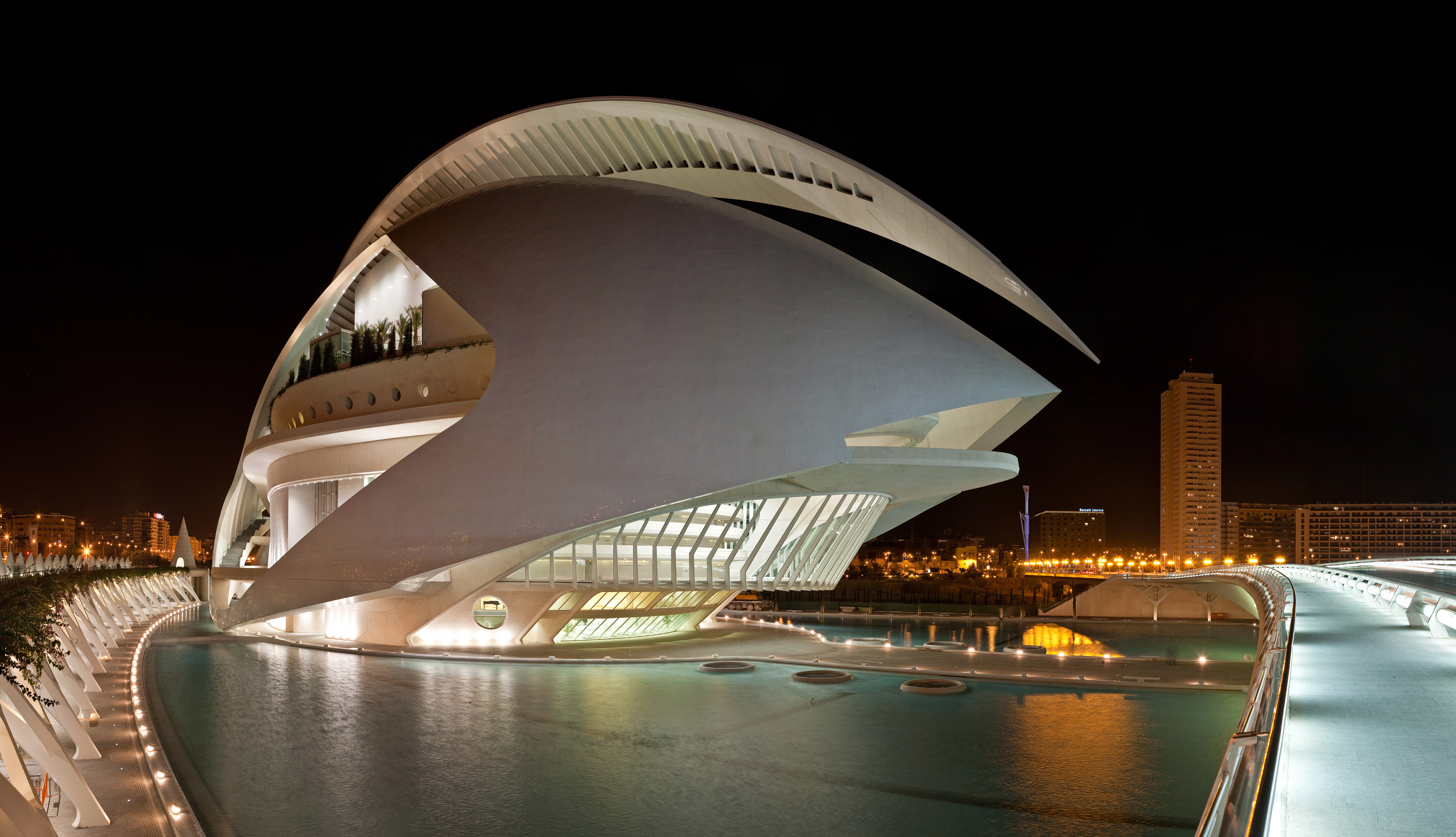
Palau de les Arts.

### Palau de les Arts Reina Sofia
Batejat com Reina Sofia, és l'edifici més destacable en volumetria i estructura arquitectònica. S'inaugurà en la Diada Nacional del País Valencià del 2005, i es farà servir principalment per a grans esdeveniments de música, òpera, dansa, i teatre.
Té una longitud de 163 m. i una amplada de 87 m., ocupant una àrea de 37.000 m². Disposa de quatre espais principals:
- Sala principal: Amb una capacitat de 1.700 places distribuïdes entre el pati i quatre nivells de palcs, pensat fonamentalment per a representacions d'òpera.

- Aula Magistral : Amb capacitat per a 400 persones.

- Amfiteatre: Amb capacitat per a 1.500 persones.

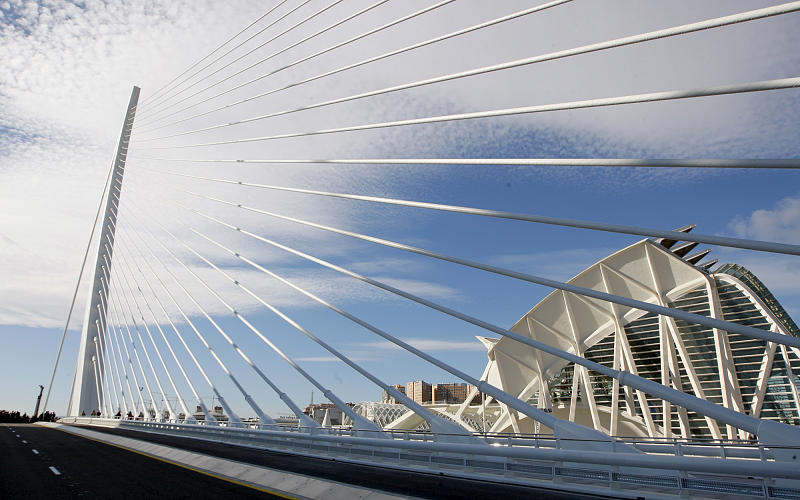
Pont de l'Assut de l'Or.

- Teatre de Càmera, Sala d'exposicions: Edifici adjacent i independent del Palau amb una capacitat per a 400 persones.

### Àgora
Edifici inaugurat en 2009. Es tracta d'un edifici multifuncional en forma d'una gran plaça coberta. Actualment és seu del museu CaixaForum de la ciutat de València.

### Pont de l'Assut de l'Or
Pont de tirants que comunica la Ronda Sud amb el carrer de Menorca i la Ronda Nord. La seua pilona és el punt més alt de la ciutat.

### Tres Gratacels: Castelló, Alacant i València
Estan en estudi tres gratacels, a l'estil del Turning Torso, també de Calatrava, però encara no és clar el finançament i si finalment es realitzaran.

## Imatges

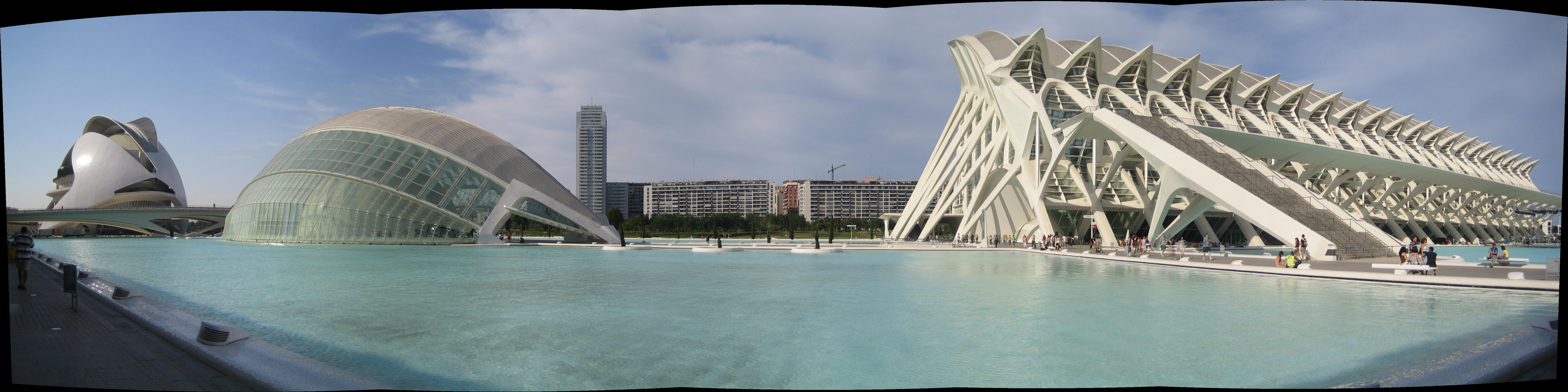
Vista panoràmica de la Ciutat de les Arts i les Ciències. D'esquerra a dreta, el Palau de les Arts, l'Hemisfèric i el Museu de les Ciències.

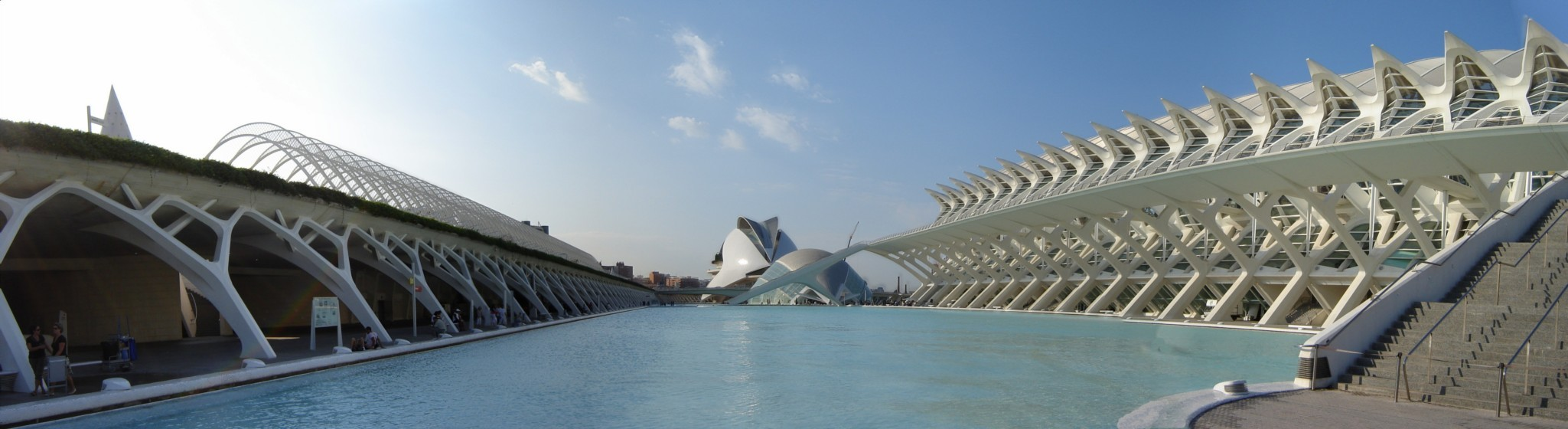
Vista panoràmica de la Ciutat de les Arts i les Ciències. A la dreta, el Museu de les Ciències; al fons, l'Hemisfèric i el Palau de les Arts; a l'esquerra, l'Umbracle.